# Królowie i królowe
Królowie i królowe (fr. Les Rois et Les Reines, ang. The Kings and Queens, 2000) – francuski serial animowany zrealizowany na podstawie książek dla dzieci autorstwa Alex Sanders i Romain Page i wyprodukowany przez wytwórnię Ellipsanime. Opowiada on o przygodach królów i królowych w bajkowej krainie. Serial powstał w 2000 roku, a w Polsce był wyświetlany w TVP1 w 2002 roku.

## Bohaterowie

### Królowie
- Król Naj Naj (fr. Le Roi Moi Moi) – najpiękniejszy z królów w całym królestwie. Jest wilkiem ubranym w niebieski żakiet i różowe spodnie. Ma blond włosy i koronę na głowie. Mieszka w przepięknym pałacu. Jego herb to Korona.
- Król Bum Bum (fr. Le Roi Boum Boum) – rudowłosy król, który bez przerwy szuka guza. Jest lwem ubranym w brązową kamizelkę i czerwone spodnie. Ma głowie ma koronę. Zawsze trzyma w ręku pałkę. Mieszka w swoim przytulnym pałacu. Jego herb to maczuga.
- Król Fuj Fuj (fr. Le Roi Cra Cra) – troszkę brudny i cuchnący król jest lisem ubranym w brudną suknię. Na głowie ma koronę i brązowe włosy. Mieszka w brudnym pałacu. Jego herb to cuchnąca skarpeta.
- Król Chrup Chrup (fr. Le Roi Crok Crok) – bardzo niebezpieczny król jest krokodylem ubranym w fioletową suknię. Na głowie ma koronę i jest brunetem. Mieszka w pałacu przypominającym jaskinię. Jego herb to trupia czaszka.
- Król Fiu Bzdziu (fr. Le Roi Zin Zin) – zwariowany król jest królikiem ubranym w żółtą suknię w fioletowe kwiaty. Na głowie ma koronę. Mieszka w śmiesznym pałacu. Jego herb to lejek.
- Król Mniam Mniam (fr. Le Roi Miam Miam) – żarłoczny król. Jest grubym hipciem ubranym w czerwony żakiecik i niebieskie spodnie. Na głowie ma rude włosy i koronę. Mieszka w pałacu przypominającym ciasto. Jego herb to słodkości.

### Królowe
- Królowa Chlip Chlip (fr. La Reine Bo Bo) – królowa-lekarka jest suką ubraną w fioletową suknię. Na głowie na popielate włosy i koronę z odznaką w kształcie plastra. Mieszka w trochę zniszczonym pałacu. Nosi zawsze apteczkę. Jej herb to plaster.
- Królowa Buzi Buzi (fr. La Reine Bisou Bisou) – piękna złotowłosa królowa jest królicą ubraną w różową suknię. Na głowie ma koronę, a na szyi wisiorek w kształcie serca. Mieszka w przepięknym pałacu. Jej herb to serce.
- Królowa Gili Gili (fr. La Reine Guili Guili) – śmiejąca się królowa jest myszą ubraną w granatową suknię. Na głowie ma blond włosy i koronę. Mieszka w śmiesznym pałacu. Jej herb to pierze.
- Królowa Toja Toja (fr. La Reine Toya Toya) – lekkomyślna królowa jest lwicą ubraną w białą bluzkę, ciemne spodnie i pelerynę z tyłu. Ma na głowie koronę i jest brunetką. Mieszka w przytulnym pałacu. Jej herb to strzałka.
- Królowa Akuku (fr. La Reine Hou Hou) – niewidzialna królowa jest duchem, który przechodzi przez ściany i mury. Na głowie ma koronę. Mieszka w pałacu, do którego prowadzi labirynt. Jej herb to maska.
- Królowa Mini Mini (fr. La Reine Mini Mini) – najmniejsza królowa jest biedronką ubraną w czerwoną suknię i macha skrzydełkami. Na głowie ma koronę. Mieszka w pałacu na drzewie. Jej herb to kwiat.

## Wersja polska
Opracowanie wersji polskiej: na zlecenie Telewizji Polskiej – Start International Polska
Reżyseria: Paweł Galia
Dialogi polskie: Tomasz Robaczewski
Dźwięk i montaż: Jerzy Wierciński
Kierownictwo produkcji: Elżbieta Araszkiewicz
Teksty piosenek: Marek Robaczewski
Kierownictwo muzyczne: Piotr Gogol
Udział wzięli:
- Tomasz Bednarek – Król Fiu Bzdziu
- Antonina Girycz – Królowa Chlip-Chlip
- Marcin Troński – Król Bum-Bum
- Joanna Jędryka – Królowa Akuku
- Agnieszka Kunikowska – Królowa Toja-Toja
- Beata Wyrąbkiewicz – Królowa Mini-Mini
- Olga Bończyk – Królowa Buzi-Buzi
- Jerzy Dominik – Król Mniam-Mniam
- Wojciech Paszkowski – Król Naj-Naj
- Grzegorz Drojewski – Król Fuj-Fuj
- Joanna Węgrzynowska-Cybińska – Królowa Gili-Gili
- Tomasz Marzecki – Król Chrup-Chrup
- Jacek Bończyk – Reporter
- Jarosław Domin – Sługa króla Fiu Bzdziu
- Anna Apostolakis
- Iwona Rulewicz
- Olga Sawicka
- Stanisław Brudny
- Joanna Wizmur
- Lucyna Malec
- Katarzyna Łaska
- Robert Tondera
- Jacek Wolszczak
- Janusz Wituch
- Jacek Rozenek

i inni
Śpiewali: Anna Apostolakis, Katarzyna Łaska, Joanna Cybińska, Magdalena Tul, Olga Bończyk, Tomasz Bednarek, Robert Tondera i Jacek Bończyk.

## Odcinki
- Serial składa się 65 odcinków po 5 minut każdy.
- Pojawił się w bloku Wieczorynka:
  - początkowo po „Bajkach świata”
  - zamiast serialu „Eckhart, mysz o wielkim sercu”
  - w weekendy i w poniedziałek w czasie ostatniej wizyty Jana Pawła II w Polsce
  - od soboty 9 listopada 2002 r. po „Przygodach Ośliczki Tosi”
  - wielokrotnie po zawodach w skokach narciarskich (częściowo z parominutowym opóźnieniem, za co TVP przeprosiła widzów).

## Opisy niektórych odcinków
- Naj Naj przestaje być sobą
Pewnego dnia, gdy król Naj Naj maluje swój wizerunek, za jego plecami stoi zbierająca kwiaty czarownica. Król prosi czarownicę, by zobaczyła dzieło. Ale staruszka wypowiadając słowa Tylko czesanie włosów może Cię odmienić! rzuca na króla Naj Naj czar i zamienia go w inną osobę. Gdy królowa Mini Mini i król Bum Bum przybyli do pałacu króla Naj Naj, spojrzeli na niego z zaciekawieniem. Widząc zachowanie króla, obydwoje postanawiają mu pomóc.

- Fiu Bzdziu chce Księżyc przemalować
W krainie królów i królowych wybucha panika. Królowi Bum Bum ginie katapulta, a królowej Gili Gili – zapas piór. To był Fiu Bzdziu. W nocy podczas próby lotu na Księżyc trafia do zamku królowej Chlip Chlip. Ta zaś wyrwana ze snu krzycząc twierdzi, że to trzęsienie ziemi. Król Fiu Bzdziu powiada królowej, że chce przemalować Księżyc na zielono. Nazajutrz Chlip Chlip zauważa balon, którym poleci Fiu Bzdziu. Ten jej powiada, że nie będzie niebezpiecznie. Gdy balon wznosi się w powietrze, król odkrywa, że zabrał ze sobą królową Chlip Chlip. Królowa Chlip Chlip, chciała wyrzucić wiadro farby, ale jej kumpel twierdzi, że wiadro jest lżejsze niż Chlip Chlip. Niestety, Chlip Chlip wyrzuca wiadro wprost na króla Bum Bum i strzała zamiast do tarczy trafia w balon! Fiu Bzdziu i Chlip Chlip krzycząc odkrywają, że z balonu ucieka gorące powietrze... Czy Fiu Bzdziu się uda przemalować Księżyc na zielono?

- Tajemniczy osobnik króla Bum Bum
Król Bum Bum po przebudzeniu i wstaniu z łoża królewskiego zauważa wielki bałagan i z przerażeniem odkrywa, że ktoś był w nocy, kiedy spał. Jego słudzy twierdzą, że to ich władca, lunatykując, robi wielki bałagan.

- Czkawka króla Mniam-Mniam

- Król Chrup-Chrup dostaje buziaka